# Museo filatelico e numismatico
Il Museo Filatelico e Numismatico è l'ultima collezione entrata a far parte dei Musei Vaticani. Esso è stato inaugurato il 22 ottobre 1936 nella sua nuova sede.

## Storia

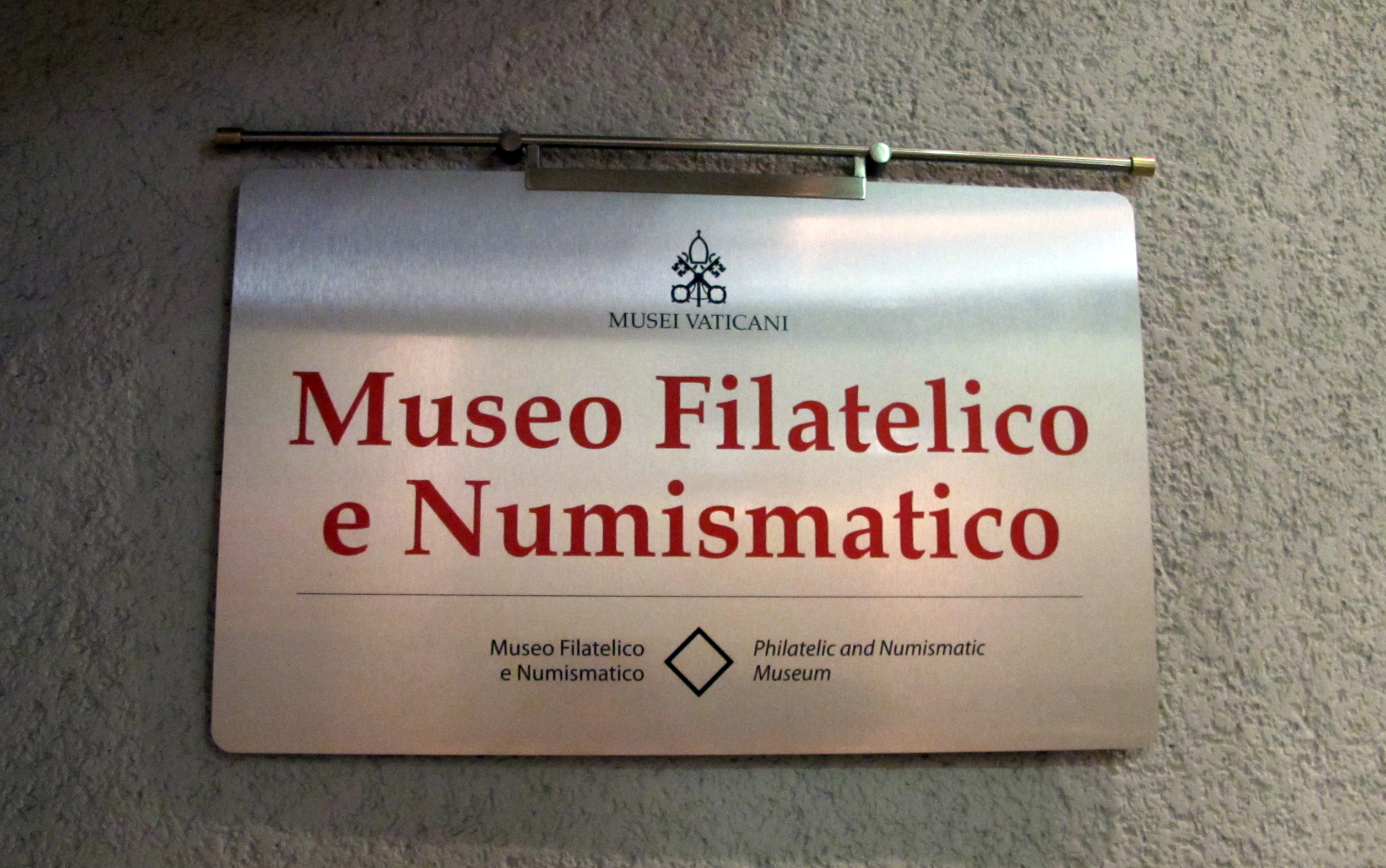
Insegna del Museo filatelico e numismatico della Città del Vaticano

Fondato nel 1936 sotto il pontificato di Pio XI, il Museo filatelico e numismatico, collezione dei Musei Vaticani, cambiò la propria sede due volte prima di arrivare a quella attuale. Rimase nella prima sede fino al 1º ottobre 1987, quando venne spostato nella Torre Borgia, una struttura molto più ampia della precedente. In essa il museo occupava quattro sale, complessivamente di 250 m². Nel 1990 avvenne il suo secondo spostamento, in una camera di 540 m² che si trovava nella stazione ferroviaria vaticana. Il 25 settembre 2007 il museo è stato rispostato nella sua prima sede, in modo tale da agevolarne la visita vista la vicinanza con il resto delle collezioni vaticane.

## Esposizione
Il museo raccoglie tutti i francobolli e le monete della Città del Vaticano, dal momento della sua nascita (1929) ad oggi; ed inoltre ospita una vasta raccolta filatelica dell'ex Stato Pontificio, con alcune rarità.

### Sezione filatelica
Comprende: le emissioni filateliche suddivise per periodi di pontificato (da Pio XII a Benedetto XVI); cartoline postali e aerogrammi; emissioni dello Stato Pontificio (1852-1870), con francobolli nuovi, annullati e buste affrancate "viaggiate"; vetrine contenenti lastre, cilindri, placchette, etc. ed altro materiale tipografico utilizzato per la stampa in calcografia dei francobolli; ed inoltre sono esposti alle pareti alcuni bozzetti da cui sono stati ricavati i francobolli;

### Sezione numismatica

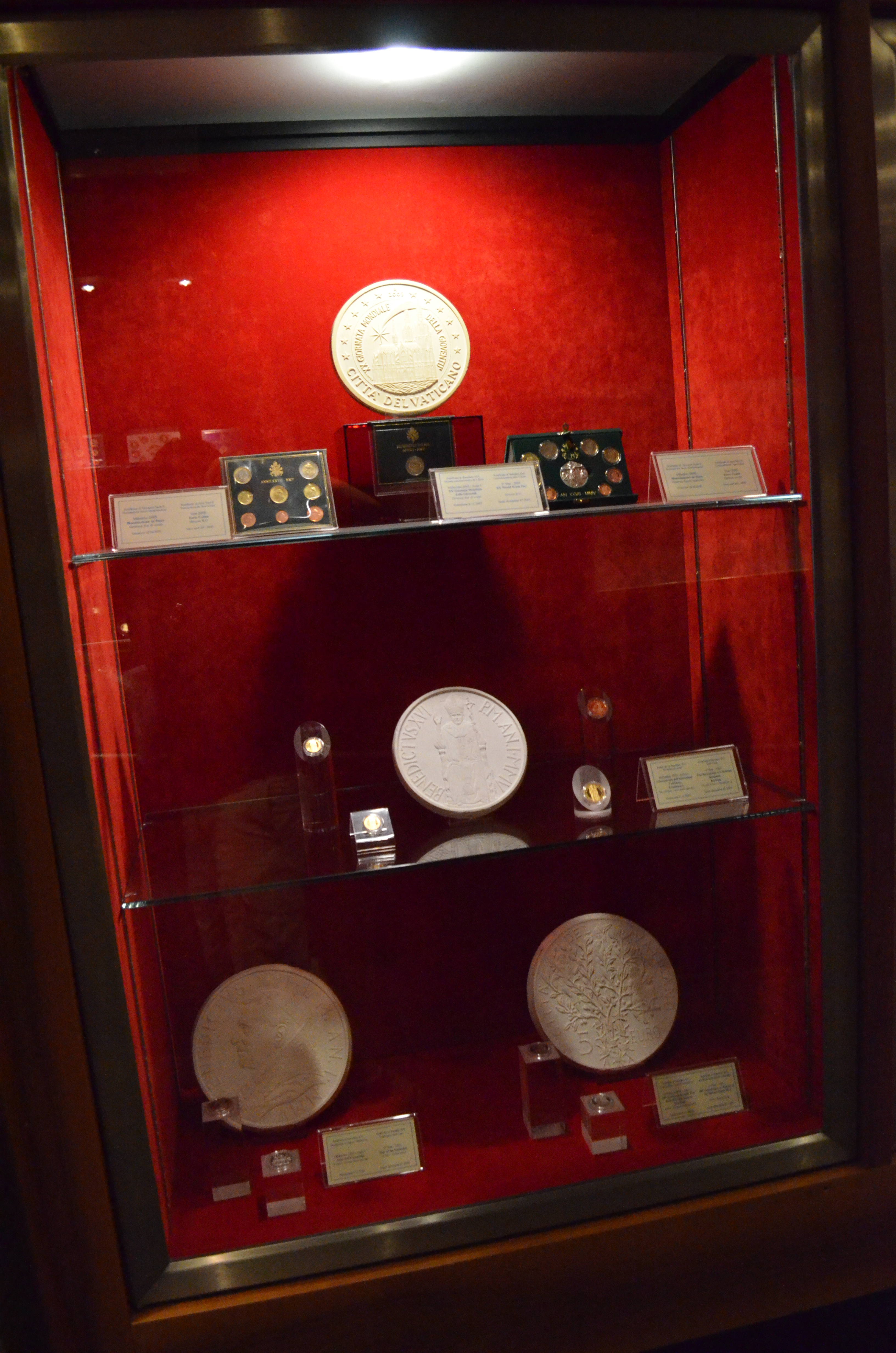
Monete esposte nella sezione Numismatica

Comprende: monete divisionali dal 1929 al 2001; le monete commemorative dal 1979 al 2001; le monete dopo il 2001 in Euro; le monete dell'Anno Santo; monete e francobolli emessi durante la Sede vacante.